# 炔己蚁胺
炔己蚁胺（英語：Ethinamate）是一种短效、衍生自氨基甲酸酯的镇静催眠药物，用于治疗失眠。经常服用会产生耐药性，一般服用7天以上无效。长期使用会导致依赖性。
炔己蚁胺已被其他药物（特别是苯二氮䓬类药物）取代，并且在荷兰、美国或加拿大不可用。
它是美国的附表IV物质。

## 合成
炔己蚁胺（1-乙炔基环己酮氨基甲酸酯）的合成方法是将乙炔与环己酮结合生成1-乙炔基环己醇，然后通过随后与光气和氨的反应将其转化为氨基甲酸酯。第一步要使用一些锂金属或类似物使乙炔与环己酮反应。